# Ignacio Baz
Ignacio Baz (San Miguel de Tucumán, 1826 - íd., 1887) fue un pintor argentino.
Fue discípulo, junto a Fernando García del Molino y a Eustaquio Carrandi, del conocido pintor Carlos Morel.

## Biografía
Cursó estudios en la Escuela de Estudios Preparatorios de la Universidad Nacional de Buenos Aires, en la que fue alumno de Pablo Caccianiga. Logró su Primer Premio de Dibujo en 1835. Regresó a Tucumán y más tarde se instaló en Córdoba entre los años 1840 la 1845. Allí conoció y retrató a Amadeo Gras. A partir de 1846 reside en Buenos Aires donde realiza retratos y miniaturas de personalidades de la época. Baz, emigró a Chile en 1848. En Chile, residió en Copiapó, dio clases de dibujo y retrató a damas de la época al óleo, lápiz y acuarela o gouache y posteriormente viaja y se radica en Lima, Perú, donde deja retratos y costumbres peruanas de la época. En 1852 luego de la caída de Rosas, regresó a Tucumán y luego nuevamente viajó a Chile, y allí pintó obras en Copiapó y Santiago, fechadas en 1856 y 1857. En 1859 en Córdoba es jurado en la primera exposición de alumnos de la Academia de Luis Gonzaga Cony. En los últimos años de su vida, se radicó en Tucumán fue profesor del Colegio Nacional y pintó retratos, dibujos, miniaturas algunas sobre marfil, retratos y obras costumbristas han quedado como legado en el Museo Nacional de Bellas Artes.

## Reseña de sus obras

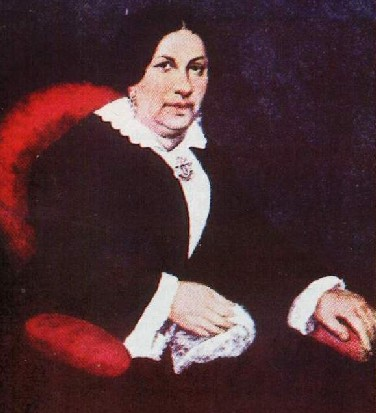
Retrato de Doña Josefa Romero Urrea de Nougués, por Ignacio Baz.

Retrató a grandes personalidades de Tucumán, Córdoba, Buenos Aires, Santiago de Chile y Lima, Perú.
Es considerado como uno de los grandes pintores argentinos del siglo diecinueve. Fue condiscípulo junto con Fernando García del Molino y Eustaquio Carrandi del conocido pintor Carlos Morel. Se le recuerda como dibujante y miniaturista especializado en el retrato. Retratista de los caudillos argentinos: realizó los retratos de Juan Manuel de Rosas, Juan Felipe Ibarra, Facundo Quiroga y Ángel Vicente Peñaloza.
Se pueden aprecias sus obras en:
- Museo de Artes Plásticas Eduardo Sívori, muestra a cargo de Rodolfo Trostiné (Ciudad de Buenos Aires)
- Museo Provincial de Bellas Artes Timoteo Navarro (Ciudad de Tucumán)

### En la Web
- Recopilación de obras en Catálogo Acceder

- Muestra de retratos realizados por el artista
- Ficha